# 핸들리 페이지

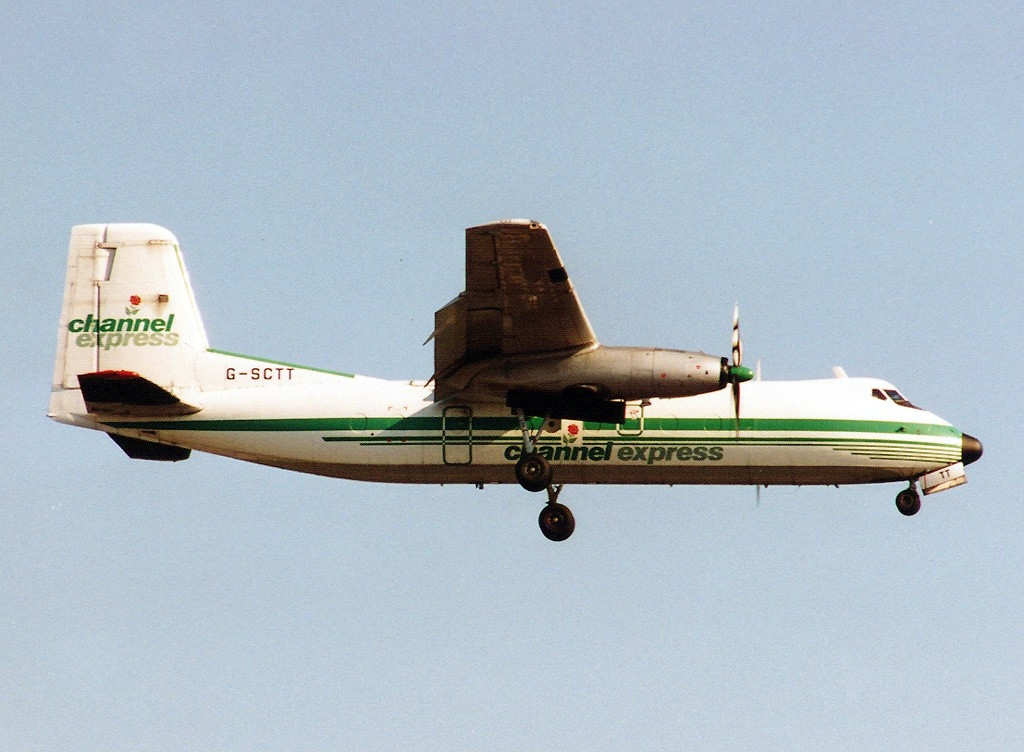

핸들리 페이지(Handley Page Aircraft Company)는 프레데릭 핸들리 페이지가 1909년에 세운 영국의 항공기 제조회사이다.

## 연혁

### 제1차 세계대전 시기
제1차 세계대전 중에는 영국 해군용의 폭격기를 제조납품했고, 전쟁이 끝난 뒤에는 계열사로 핸들리 페이지 트랜스포트를 만들어 런던-파리간의 항로에 취항하기 위한 민항기를 만들었다. 이후 핸들리 페이지 트랜스포트가 다른 회사와 합병하여 제국항공이 되자 복엽여객기인 핸들리 페이지 H.P.42 등을 만들어 납품했다.

### 제2차 세계대전 시기
제2차 세계대전이 발발하려하자 핸들리 페이지는 폭격기 시리즈인 핼리팩스를 만들어냈고, 이 시리즈는 아브로 랭카스터와 함께 영국군의 전략폭격기로 활약했다.

### 소멸
전쟁 종결 후에도 4발 폭격기인 핸들리 페이지 H.P.80을 만들어내는 등 왕성하게 활동했으나, 1970년에 청산되어 소멸했다.

## 주요 생산 기체
- 한니발
  - 핸들리 페이지 H.P.42
  - 핸들리 페이지 H.P.45
- 핸들리 페이지 H.P.43
- 핼리팩스
  - 핸들리 페이지 H.P.55∼59
  - 핸들리 페이지 H.P.61
  - 핸들리 페이지 H.P.63
  - 핸들리 페이지 H.P.70, 71